# 梅澤車站
梅澤車站（日语：／ Umegasawa eki */?）是一由東日本旅客鐵道（JR東日本）的所經營鐵路車站，位於日本宮城縣登米市迫町字新田外澤田。田尻是JR東北本線沿線的一個山間無人車站，屬JR東日本仙台支社管轄的車站之一，由小牛田車站負責管理。

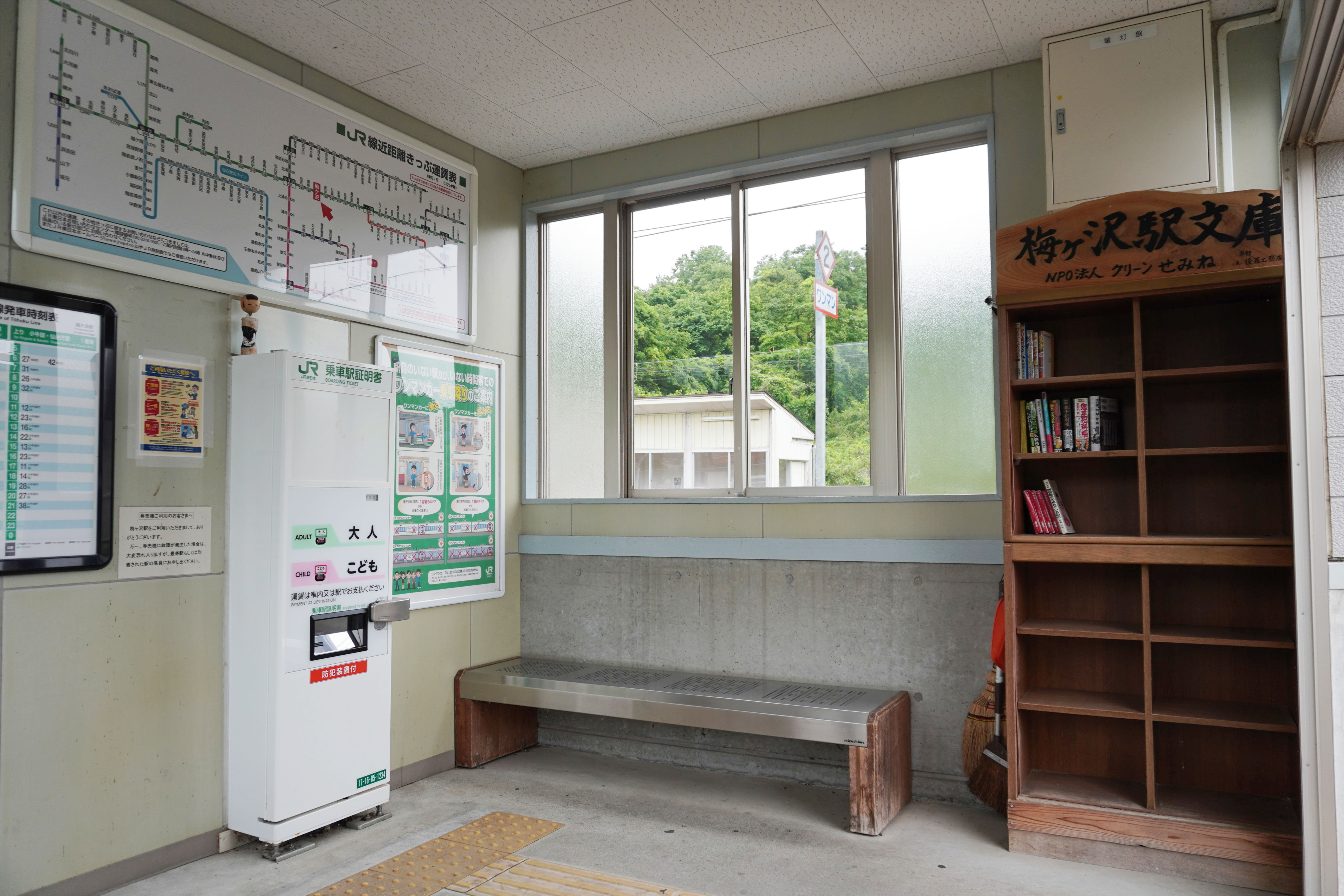
候車室内（2023年5月）

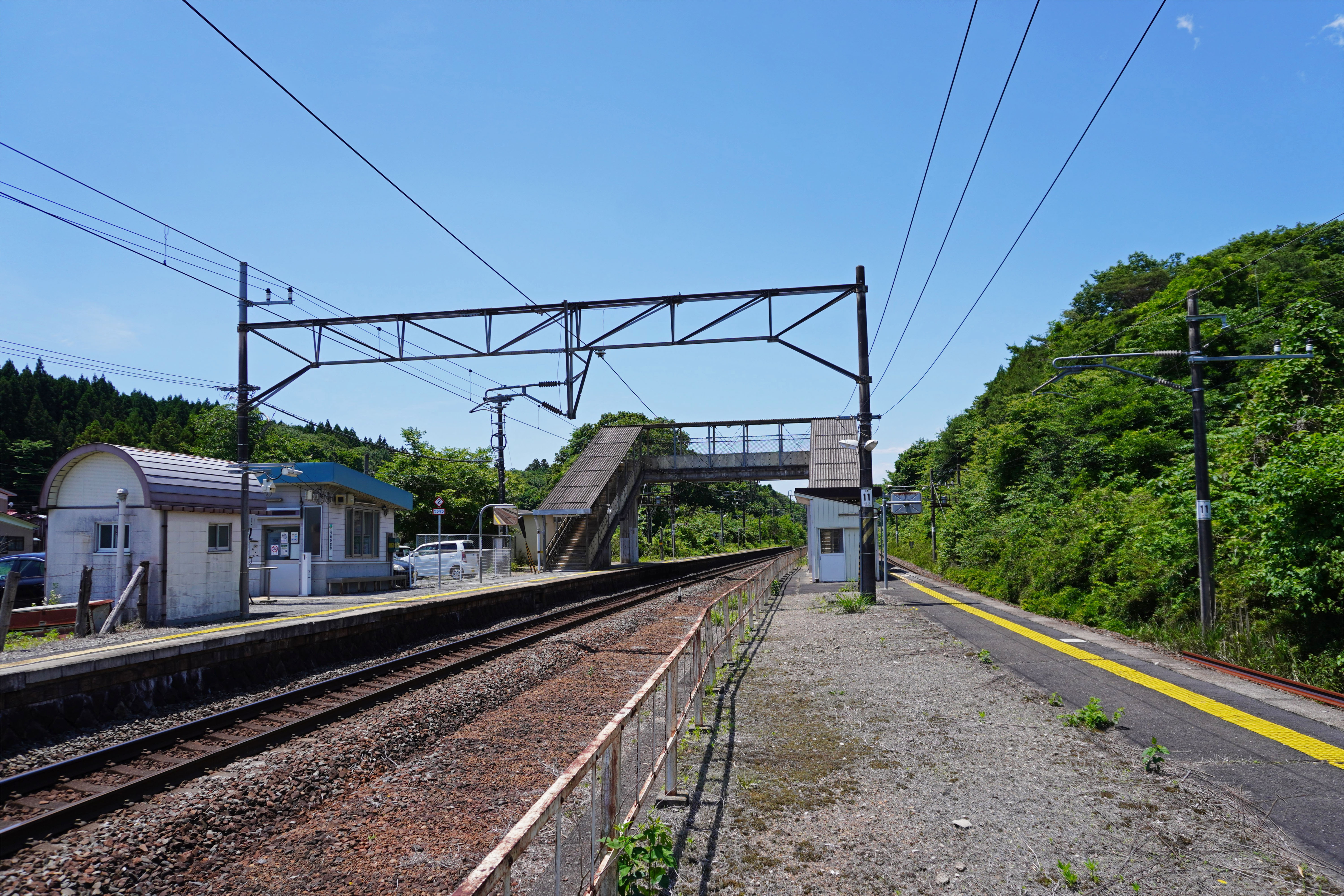
月台（2023年6月）

## 車站結構
側式月台2面2線的地面車站。起初為2面3線，後來島式月台的內側中線設立欄杆並撤去。各月台以跨線天橋連接。

### 月台配置
| 月台 | 路線      | 方向 | 目的地     |
| ---- | --------- | ---- | ---------- |
| 1    | ■東北本線 | 上行 | 仙台方向   |
| 2    | ■東北本線 | 下行 | 一之關方向 |

## 相鄰車站
東日本旅客鐵道
■東北本線
瀨峰－梅澤－新田

## 外部連結
- （日語）梅澤車站（JR東日本） （页面存档备份，存于）